# Mối tình xưa
Mối tình xưa là album phòng thu thứ bảy của ca sĩ Hồ Ngọc Hà, được phát hành vào ngày 12 tháng 5 năm 2014 theo định dạng CD, DVD bởi Viết Tân. Album gồm 11 ca khúc là các sáng tác của nhạc sĩ Đức Trí, Nguyễn Hồng Thuận, Châu Đăng Khoa, Thái Thịnh, Phạm Toàn Thắng và Đỗ Hiếu, trong đó có sự tham gia thể hiện cùng Bùi Anh Tuấn.
Mối tình xưa là sản phẩm mang dấu ấn 10 năm đi hát (từ 2004-2014), kể về những câu chuyện trong tình yêu từ các mối tình đã đi qua với những cảm xúc da diết, hoài cổ trong từng ca khúc; đánh dấu sự trưởng thành trong gu thẩm mỹ âm nhạc so với các sản phẩm âm nhạc của cô trước đó. Được Hồ Ngọc Hà đầu tư lớn cả về tài chính lẫn sức lực, album là một sự khác biệt lớn so với những sản phẩm khác trên thị trường khi đó và với ngay cả những album đã phát hành trước đây của nữ ca sĩ. 
Mối tình xưa được sản xuất bởi Hồ Ngọc Hà và Đức Trí. Họ đặt mua các ca khúc hiện đại, lên ý tưởng hòa âm, phối khí và thể hiện theo phong cách cổ điển và lãng mạn. Điểm đặc biệt của dự án này là toàn bộ các ca khúc đều được Hà và các nhạc công cùng làm việc và thu âm trực tiếp trong 3 ngày để tạo nên sự cộng hưởng thăng hoa cảm xúc giữa nhạc công và người thể hiện.
Mặc dù album đã không được đề cử trong hạng mục "Album của năm" tại giải Cống hiến, nhưng Mối tình xưa lại mang về cho cô giải "Ca sĩ của năm" và "Album của năm" của Làn sóng xanh 2014.

## Sản xuất

### Thu âm
Hồ Ngọc Hà đã gặp nhạc sĩ Đức Trí và nêu ra ý tưởng muốn thực hiện một CD mà tất cả các bài hát mới đều sẽ được phối lại thành cũ theo hơi hướng cổ điển, sau đó nhạc sĩ đề nghị quay cả quá trình thực hiện và CD, DVD đã ra đời.
Bàn bạc về phong cách cho đĩa nhạc lần này, họ đã cùng ngồi và bàn bạc với nhau. Hồ Ngọc Hà, Đức Trí và các thành viên trong ekip đều chọn cho cô một hình ảnh vintage, thanh lịch, cổ điển nhưng lại nhẹ nhàng và nữ tính. Âm nhạc trong đĩa nhạc mọi thứ diễn ra mộc mạc, đơn giản nhưng "chất". Đây là dự án không làm mới mà lại quay về cách ngày xưa người ta làm đĩa nhạc. Tất cả các bài hát theo các thể loại đa dạng rumba, chachacha, bossa nova, blues và có cả các ca khúc hơi hướng ballad nhưng mọi âm thanh trong bản phối đều phải trở lại với nhạc cổ điển.
Để chọn được 11 bài hát cho dự án âm nhạc lần này, Hồ Ngọc Hà và ê-kíp đã nhờ sự hỗ trợ của nhiều nhạc sĩ. Gần 20 ca khúc đã được viết trong thời gian hơn một năm để có thể chọn ra những bài hát phù hợp nhất. Cuối cùng, các bài hát mới và riêng lẻ này vô tình lại liên kết thành một câu chuyện.
Địa điểm thu âm cũng được chọn lựa kĩ lưỡng, yêu cầu phải thoáng đãng, yên tĩnh nơi mà có thể thu âm trực tiếp. Cô và các nhạc công cùng làm việc chung và thu âm trực tiếp trong ngôi biệt thự tại Quận 2, TP.HCM - nơi được thiết kế, bố trí và trang bị đầy đủ trang thiết bị như tiêu chuẩn của một phòng thu chuyên nghiệp. Song song, ê-kíp cũng huy động nhiều loại nhạc cụ, thiết bị thu âm từ nhiều phòng thu lớn ở TP.HCM để đảm bảo về quy chuẩn và chất lượng cho phần âm thanh. Đó là điểm thú vị nhất nhưng cũng gây khó khăn nhất cho Hồ Ngọc Hà và ê-kíp. Với cách thực hiện này, đòi hỏi người ca sĩ cũng như các nhạc công phải có kinh nghiệm và bản lĩnh chuyên môn vững vàng. Sau 3 ngày tập trung làm việc, Hồ Ngọc Hà và các nhạc sĩ đã tạo ra những bản thu mộc đầy cảm xúc.
Mối tình xưa được mixed và đưa lên bởi phòng thu của công ty Music Faces.
~ Hồ Ngọc Hà nói về nhan đề album và nhạc sĩ Đức Trí
Hồ Ngọc Hà chia sẻ: "Với album vol.7, tôi đơn giản muốn giới thiệu rộng rãi tới khán giả một góc khác của Hà Hồ". "Có thể xem như Hà mượn 11 bài hát này để kể về quá trình 10 năm của mình, cả công việc, tình yêu và những vấp ngã". "Đối với Hà, có lẽ đây là một CD để đời của Hà".

### Bìa đĩa
Bìa album được nhiếp ảnh gia Tang Tang chụp tại một vườn hoa hồng của Đà Lạt đậm chất retro, hoài cổ.
~ Nhạc sĩ Đức Trí

## Sáng tác

### Mối tình xưa
"Mối tình xưa" là một bài hát của Hồ Ngọc Hà, phát hành ngày 5 tháng 5 năm 2014 như là đĩa đơn đầu tay trích trong album cùng tên. Được sáng tác bởi Châu Đăng Khoa theo phong cách nhạc xưa với điệu rumba nhưng sâu lắng, giàu hoài niệm.

### Cô đơn giữa cuộc tình
"Cô đơn giữa cuộc tình là đĩa đơn thứ ba của Hồ Ngọc Hà trích từ album Mối tình xưa, sáng tác bởi Nguyễn Hồng Thuận, phát hành 9 tháng 9 năm 2014. "Trong album này Thuận có đến 3 ca khúc và đặc biệt 1 trong những ca khúc mà Thuận yêu thích nhất là "Cô đơn giữa cuộc tình" - một trong những câu chuyện thật của Thuận cũng như là của Hà".  Ca khúc đã được Đỗ Hiếu chuyển soạn lại.

### Em không cần anh
"Em không cần anh" là một đĩa đơn thứ hai của Hồ Ngọc Hà trích từ album Mối tình xưa, sáng tác bởi Châu Đăng Khoa, phát hành 7 tháng 7 năm 2014. Nhạc sĩ Châu Đăng Khoa tâm sự: "Tôi viết "Em không cần anh" dựa trên cảm hứng từ câu chuyện tình cũ của mẹ mình. Mẹ tôi sau khi nghe đã bảo, Hồ Ngọc Hà là người thích hợp nhất để thể hiện ca khúc này, và tôi đã gửi cho cô ấy". Ca khúc ban đầu có giai điệu dance, nhưng cô đã thay đổi lại để nó mang màu sắc Chachacha, hợp với phong cách cổ điển của album. Ca khúc đã được nhạc sĩ Nguyễn Hải Phong chuyển soạn lại.

### Hay là thôi anh nhé
"Hay là thôi anh nhé" là một sáng tác của nhạc sĩ Đức Trí, Hà Hồ đã hỏi Trí lí do mà ca khúc này ra đời. Sau đó anh chia sẻ rằng "Chưa bao giờ anh nghĩ rằng anh viết một bài hát để nó thành hit cả, cho nên nhờ thế mà anh viết rất là thoải mái. Thì lúc đó anh có một cái giai điệu và có giai điệu đó nhưng mà không có lời, viết một lời tạm để mà hát".

### Mình em với em
"Mình em với em" là một sáng tác của Đỗ Hiếu, Hồ Ngọc Hà đã xin phép nhạc sĩ tự viết lại lời theo mạch cảm xúc có thật của mình. Cô đã tranh thủ gần hai giờ đồng hồ trong chuyến bay Sài Gòn - Hà Nội để hoàn thành xong phần lời mới.

### Người tình ơi
"Người tình ơi" (tựa đề tiếng Anh: "My Baby") là đĩa đơn thứ tư của Hồ Ngọc Hà trích từ album Mối tình xưa, sáng tác bởi Đỗ Hiếu, phát hành ngày 10 tháng 10 năm 2014. Giống với "Em không cần anh" ban đầu ca khúc cũng được Đỗ Hiếu sáng tác giành riêng cho cô theo giai điệu dance, nhưng cô đã thay đổi lại để phù hợp với phong cách của album. Bản đĩa đơn của My Baby bao gồm bản phối mới của chính ca khúc, ngoài ra còn đính kèm hai bản phối mới của "Em không cần anh" và "Cô đơn giữa cuộc tình". Nhạc sĩ Đỗ Hiếu đã chuyển soạn lại ca khúc theo phong cách dance.

### Muốn yêu
"Muốn yêu" là một ca khúc được sáng tác bởi Phạm Toàn Thắng theo thể loại blues jazz. Nó đã được chính anh trình bày lần đầu tiên trong Chương trình Nhân tố bí ẩn mùa 1 tại Vòng hội ngộ, nhưng sau đó đã được Hồ Ngọc Hà ngỏ lời và mua lại.

## Danh sách bài hát
| CD               | CD                                          | CD                 | CD         |
| STT              | Nhan đề                                     | Sáng tác           | Thời lượng |
| ---------------- | ------------------------------------------- | ------------------ | ---------- |
| 1.               | "Mối tình xưa"                              | Châu Đăng Khoa     | 4:39       |
| 2.               | "Cô đơn giữa cuộc tình"                     | Nguyễn Hồng Thuận  | 4:32       |
| 3.               | "Ta vẫn còn yêu" (hợp tác với Bùi Anh Tuấn) | Nguyễn Hồng Thuận  | 4:41       |
| 4.               | "Em không cần anh"                          | Châu Đăng Khoa     | 4:36       |
| 5.               | "Hay là thôi anh nhé"                       | Đức Trí            | 4:06       |
| 6.               | "Mình em với em"                            | Đỗ Hiếu Hồ Ngọc Hà | 3:28       |
| 7.               | "Người cô đơn"                              | Nguyễn Hồng Thuận  | 4:45       |
| 8.               | "Có lẽ muộn màng"                           | Đức Trí Phương Nga | 4:26       |
| 9.               | "Vậy là mình xa nhau"                       | Thái Thịnh         | 4:55       |
| 10.              | "Người tình ơi"                             | Đỗ Hiếu            | 3:36       |
| 11.              | "Muốn yêu"                                  | Phạm Toàn Thắng    | 4:52       |
| Tổng thời lượng: | Tổng thời lượng:                            | Tổng thời lượng:   | 48:41      |

| DVD              | DVD                            | DVD        |
| STT              | Nhan đề                        | Thời lượng |
| ---------------- | ------------------------------ | ---------- |
| 1.               | "Opening"                      |            |
| 2.               | "Ta vẫn còn yêu"               | 5:02       |
| 3.               | "Người cô đơn"                 | 4:50       |
| 4.               | "Hay là thôi anh nhé"          | 4:27       |
| 5.               | "Mình em với em"               | 3:26       |
| 6.               | "Vậy là mình xa nhau"          | 4:56       |
| 7.               | "Muốn yêu (Ending)"            | 7:33       |
| 8.               | "Behind the Scenes"            | 22:50      |
| 9.               | "Mối tình xưa" (Video âm nhạc) | 4:55       |
| Tổng thời lượng: | Tổng thời lượng:               | 1:04:49    |

## Thành phần tham gia sản xuất
| Ban nhạc - Dương cầm: Đức Trí, Hoài Sa (7) - Trống: Quốc Bình - Guitar: Dũng Đà Lạt - Bass: Thanh Tân - Saxophone: Hồng Kiên - Trumpet: Trung Đông - Bộ gõ: Ngọc Quân Ê-kíp sản xuất - Sản xuất, sáng tác, chuyển soạn và mixed: Đức Trí - Kỹ thuật viên thu âm: Duy Nghĩa, Duy Bình - Mai Huyên, Quang Thái, Bồ Linh, Tiến Trần, Phúc Châu, Kye Nguyễn, Hồng Nhung, Thùy Vân, Trần Vĩnh - Điều hành sản xuất: HNN Entertainment | Art concept HNH Entertainment - Nhiếp ảnh gia: Tang Tang - Trang điểm: Nguyễn Hùng - Tóc: Trí Trương Các nghệ sĩ khác - Nguyễn Hồng Thuận, Châu Đăng Khoa, Thái Thịnh, Phạm Toàn Thắng và Đỗ Hiếu – sáng tác - Bùi Anh Tuấn – song ca trong "Ta vẫn còn yêu" |

## Video âm nhạc

### "Mối tình xưa"
MV "Mối tình xưa" là những hình ảnh hiện thực và quá khứ đan xen nhau làm tăng nỗi ám ảnh trong cảm xúc Hồ Ngọc Hà hóa thân. Đạo diễn sử dụng kỹ thuật quay xoay chiều để thấy được sự bay bổng của nhân vật, lúc thì "bay lượn" ở hiện tại, có khi thì "té" vào quá khứ.
Đạo diễn Bone Hồ: "Ngoài những khung cảnh được đan xen liên tiếp làm nổi bật sự ám ảnh trong nội tâm, tôi đã sử dụng kỹ thuật quay xoay chiều để thấy được sự bay bổng của nhân vật, có lúc thì 'bay lượn' ở hiện tại, có khi thì 'té' vào quá khứ. Khó khăn của chúng tôi chính là trong một ngày liên tục di chuyển đến nhiều địa điểm và tạo dựng hiện trường".
- Kịch bản và đạo diễn: Bone Hồ
- Biên đạo: Tấn Lộc
- Dàn dựng: Bone Ho, Ku Vince

### "Em không cần anh"
MV "Em không cần anh" là thông điệp nữ quyền của không chỉ một mà đến năm phiên bản Hồ Ngọc Hà. Từ sang trọng, hiện đại, cô hóa thân thành một ca sĩ phòng trà cổ điển, lãng mạn, rồi chuyển sang một cô gái "bụi đời" và một "nữ đấm bốc" khỏe khoắn, mạnh mẽ. Nhưng tựu trung, cả năm cô gái ấy đều có chung khát khao khẳng định sức mạnh, vượt qua sự kìm hãm của tình yêu và của người đàn ông bên mình. Kết thúc câu chuyện về họ, Hồ Ngọc Hà quay về là chính mình trong những giây cuối - một cô gái tinh nghịch, hài hước. Ca khúc cũng được làm mới lại giữa hai dòng nhạc chachacha và Dance RnB.
- Đạo diễn: Đinh Hà Uyên Thư
- Chuyển soạn: Nguyễn Hải Phong
- Biên đạo: Hoàng Thông Dance Group

### "Cô đơn giữa cuộc tình"
MV "Cô đơn giữa cuộc tình" là phần xâu chuỗi lại tất cả những ký ức của khá nhiều music video nổi tiếng trước đây của Hồ Ngọc Hà như: "Tìm lại giấc mơ", "Hãy nói với em", "Nỗi nhớ đầy vơi", "Mối tình xưa",... Chính vì thế người bạn diễn vẫn sẽ là nhân vật chính của những MV trước đây: diễn viên - người mẫu Eduard. Đây cũng sẽ là phần khép lại những câu chuyện tình buồn dang dở trên màn ảnh của Hồ Ngọc Hà - Eduard. 
Hồ Ngọc Hà chia sẻ: "Dù trước đó "Em không cần anh" của Hà thể hiện sự nữ quyền, mạnh mẽ đến bất cần nhưng đối với "Cô đơn giữa cuộc tình" sẽ hoàn toàn ngược lại. Bởi vì đối với một người phụ nữ được sống hạnh phúc trong tình yêu vẫn tốt hơn là phải luôn đấu tranh cho sự độc lập của mình. Ngoài mang ý nghĩa là tâm sự về nỗi cô đơn, ca khúc này còn như một lời thức tỉnh đến những người yêu nhau, phải biết trân trọng đối phương khi còn có nhau. Đặc biệt, vai diễn của Eduard trong câu chuyện này sẽ hoàn toàn khác với những lần trước, đây cũng là điểm nhấn trong MV với nhiều điều lạ lẫm."
- Đạo diễn: Bone Hồ
- Chuyển soạn: Đỗ Hiếu

### "My Baby"
MV "My Baby" chủ yếu tập trung vào phần vũ đạo và được ghi hình trong không gian của phòng tập nhảy. MV khai thác những góc quay mới, với bố cục ánh sáng hợp lý, nhằm bật lên những động tác mạnh mẽ của thể loại Hiphop Choreography. Sau đêm mở màn Tour diễn xuyên Việt thành công tại TP.HCM, Hồ Ngọc Hà ra mắt MV như một món quà đáp lại tình cảm của người hâm mộ dành cho cô. Hồ Ngọc Hà vào vai một cô gái trẻ ăn mặc bụi bặm, năng động. Hỗ trợ trong MV là vũ đoàn Game On - nhóm nhảy từ cuộc thi 'Got to dance'.
- Đạo diễn: Đinh Hà Uyên Thư
- Chuyển soạn: Đỗ Hiếu

## Phát hành và đón nhận của công chúng
Mối tình xưa được tiết lộ lần đầu tiên trên trang page facebook chính thức vào ngày 21 tháng 3 năm 2014.
Buổi họp báo ra mắt album đã được tổ chức vào lúc 21h tối ngày 12 tháng 5 năm 2014 tại phòng trà Không tên. Sau đó, được tiếp tục tổ chức tại phòng trà MTV  vào lúc 21h30, tối ngày 31 tháng 5 năm 2014. Ngay sau khi phát hành, album đã tạo một hiệu ứng tích cực với khán giả nghe nhạc. Mức độ tiêu thụ 'khá khả quan', ban đầu Hà và ekip đã không cho phép phát hành nó trên các trang nghe nhạc trực tuyến. Một thời gian sau, Mối tình xưa được phát hành trực tuyến dưới dạng một sản phẩm số độc quyền.
Báo Sài Gòn giải trí viết: "Một năm với nhiều thăng trầm của Hồ Ngọc Hà cũng đã trôi qua. Những cống hiến của Hồ Ngọc Hà rất đáng được công chúng ghi nhận. Hồ Ngọc Hà một đêm với hai niềm vui lớn cho người nghệ sĩ tài năng như cô quả là một phần thưởng rất xứng đáng."
Năm 2015, ca khúc "Mối tình xưa" sau đó còn được Trần Thái Hòa phát hành như là một đĩa đơn.